# غابة الأحجار

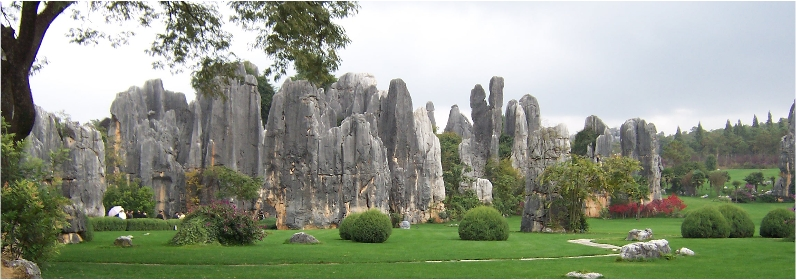

غابة الأحجار أو غابة شيلين والتي تعني بالصينية غابة الأحجار (بالصينية: 石林) (بالإنجليزية: Stone Forest)‏ هي إحد العجائب الجيولوجية التي تتكون من الحجر الجيري الذي نحتته المياه عبر العصور الجيولوجية المختلفة، لينتج هذه التحفة الفنية الرائعة.والتى تقع على بعد 90 كليومتر (56 ميل) من كونمينغ عاصمة أقليم يونان، جنوب غرب الصين الذي يسوده مناخ شبه الاستوائي.
تغطي غابة شيلين مساحة قدرها 350 كم2 (140 ميل مربع). وتقسم إلى 7 مناطق ذات مناظر خلابة، تم إضافة منطقتين منها إلى مواقع التراث العالمي كجزء من كارست جنوب الصين منذ 2007 ويصنف الموقع من الدرجة AAAAA موقع سياحي.

## وصلات خارجية
- موقع كراست جنوب الصين على موقع قائمة اليونسكو للتراث العالمى